# W41K
W41K（だぶりゅーよんいちけー）は、京セラが開発し、KDDIおよび沖縄セルラー電話の各auブランドで販売されていたCDMA 1X WIN対応の携帯電話である。

## 特徴
同キャリア向けの端末としては初めて手ぶれ補正に対応する3.2メガピクセルAFカメラを備え、ウーファーを搭載した充電対応卓上ホルダに本機を装着し、2.1チャンネルステレオ音声による音楽再生機能が楽しめるミュージックプレーヤーとしての機能に特化したハイエンドモデルである。

## 沿革
- 2006年（平成18年）1月19日 - KDDI、および京セラより公式発表。
- 2006年3月3日 - 順次発売。
- 2006年7月 - 販売終了。
- 2012年（平成24年）7月22日 - L800MHz帯（旧800MHz帯・CDMA Bandclass 3）エリアによる音声通話・データ通信の各サービスの停波によりそれ以降は利用不可となる。

## 充電制御方法の不具合
充電制御回路のソフトウェアの不具合により、充電しながら操作をする場合に過充電状態となり、電池が劣化したり膨張したりする。2007（平成19）年3月2日から、ケータイアップデートにより不具合を解消したソフトが配信された。
この問題に対し、当該機種利用者に書面で通知し、無償で電池パックの交換に応じる対応をとった。
- au電話 W41K (京セラ製) をご利用中のお客様へのお詫びとお願い